# Vidov dan
Vidov dan ali dan svetega Vida je praznik, ki ga pravoslavna cerkev praznuje 28. junija. 
Na ta dan se je zgodilo veliko pomembnih dogodkov v srbski zgodovini:
- 1389 - Osmanske sile so napadle srbske v bitki na Kosovskem polju.
- 1914 - Gavrilo Princip je izvedel atentat na prestolonaslednika Franca Ferdinanda.
- 1921 - sprejeta je bila prva ustava Kraljevine Srbov, Hrvatov in Slovencev (vidovdanska ustava).

V novejši zgodovini Srbije sta se prav tako na ta dan zgodila dva dogodka:
- 1989 - praznovanje 600-letnice kosovske bitke, z Miloševićevim govorom na prizorišču.
- 2001 - Milošević je bil odpeljan v Haag na sojenje pred haaškim sodiščem.